# Автошлях Т 2546
Автошля́х Т 2546 — автомобільний шлях територіального значення у Чернігівській області. Пролягає територією Варвинського району через Варву — Гнідинці. Загальна довжина — 7,2 км.

## Маршрут
Автошлях проходить через такі населені пункти:
| Автошлях Т 2546      |        |
| Чернігівська область |        |
| Варвинський район    |        |
| Варва                | Т 2530 |
| Гнідинці             |        |